# Inspección de policía
Las inspecciones de policía y las corregidurías en Colombia son entidades de carácter administrativo y de nivel municipal. Los inspectores y corregidores son autoridades de apoyo en el territorio nacional, su función principal es la de promover las relaciones pacíficas y de armonía en la comunidad; así como conciliar y resolver a través de las normas de policía los asuntos que surjan en el ejercicio de la convivencia ciudadana.

## Funciones
Los inspectores de policía y los corregidores tiene las siguientes funciones:
1. Conciliar para solucionar conflictos de convivencia.
2. Conocer los comportamientos contrarios a la convivencia en materia de seguridad, tranquilidad, ambiente y recursos naturales, derechos de reunión, protección a los bienes y privacidad, actividad económica, urbanismo, espacio público y libertad de circulación.
3. Llevar a cabo procesos contravencionales o de policía.
4. Apoyar a los alcaldes para la toma de medidas frente a calamidades o problemas de salubridad pública.
5. Desempeñar funciones subsidiarias frente a la competencia de las comisarías de familia, esto en los casos en los que el municipio no cuente con autoridades administrativas como comisarios y defensores de familia.
6. Imponer comparendos ambientales.
7. Ejecutar órdenes de restitución en caso de tierras comunales.
8. Conocer de la aplicación de medidas correctivas de acuerdo con los parámetros establecidos en la ley 1801 de 2016.[3]
9. Ejercer las demás funciones que le señalen la constitución la ley y las ordenanzas y los acuerdos.

## Inspectores en Centros poblados
La Ley 1681 de 2013 especifica que cuando el alcalde designe al corregidor de acuerdo a la terna de la Jal. No podrá haber inspectores departamentales ni municipales de policía, pues dichos corregidores ejercerán tales funciones.
Por ende, si un centro poblado no pertenece a un corregimiento, este puede tener una Inspección de policía como "una instancia judicial sobre un centro poblado rural que depende del departamento o del municipio, el cual tiene por autoridad principal a un inspector de policía".